# Grupa Svjetske banke
Grupa Svjetske banke (eng. World Bank Group – WBG) niz je pet međunarodnih organizacija koje daju zajmove zemljama u razvoju. To je najveća i najpoznatija razvojna banka u svijetu i promatrač u Grupi za razvoj Ujedinjenih naroda. Sjedište banke je u Washingtonu, D.C., u Sjedinjenim Državama. 
Osigurala je oko 98,83 milijarde dolara zajmova i pomoći zemljama u razvoju i zemljama u tranziciji u fiskalnoj godini 2021. Navedena misija banke je postići dvostruki cilj okončanja ekstremnog siromaštva i izgradnje zajedničkog prosperiteta. Ukupno pozajmljivanje od 2015. za posljednjih 10 godina kroz financiranje razvojne politike iznosilo je približno 117 milijardi američkih dolara.
Pet organizacija Grupe Svjetske banke su:
- Međunarodna banka za obnovu i razvoj (IBRD),
- Međunarodno udruženje za razvoj (IDA),
- Međunarodna financijska korporacija (IFC),
- Multilateralna agencija za jamstvo ulaganja (MIGA) i
- Međunarodni centar za rješavanje investicijskih sporova (ICSID).

Prve dvije se ponekad zajednički nazivaju Svjetska banka.
Aktivnosti Svjetske banke (IBRD i IDA) usmjerene su na zemlje u razvoju, u područjima kao što su: ljudski razvoj (npr. obrazovanje, zdravstvo), poljoprivreda i ruralni razvoj (npr. navodnjavanje i ruralne usluge), zaštita okoliša (npr. smanjenje onečišćenja, uspostavljanje i provedba propisa), infrastruktura (npr. ceste, urbana regeneracija i električna energija), veliki industrijski građevinski projekti i upravljanje (npr. antikorupcija, razvoj pravnih institucija). IBRD i IDA daju zajmove po povlaštenim stopama zemljama članicama, kao i bespovratna sredstva najsiromašnijim zemljama. Zajmovi ili bespovratna sredstva za određene projekte često su povezani sa širim promjenama politike u sektoru ili gospodarstvu zemlje u cjelini. Na primjer, zajam za poboljšanje upravljanja obalnim okolišem može se povezati s razvojem novih ekoloških institucija na nacionalnoj i lokalnoj razini i provedbom novih propisa za ograničavanje onečišćenja. Nadalje, Grupa Svjetske banke prepoznata je kao vodeći financijer klimatskih ulaganja u zemljama u razvoju.